# Museo de Historia Natural de la Universidad de Oxford

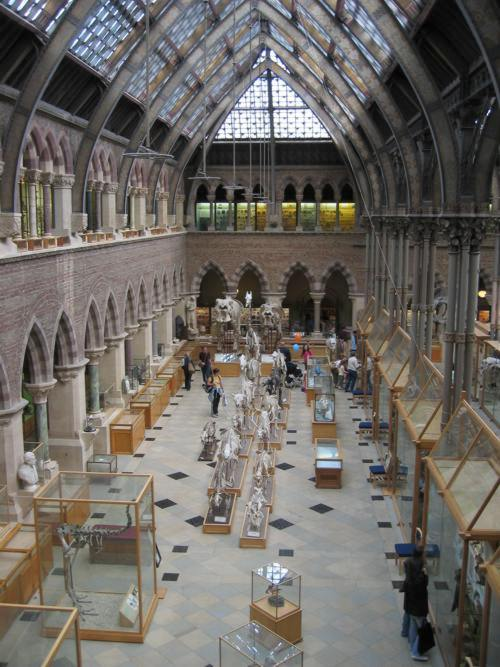
Interior del museo

El Museo de Historia Natural de la Universidad de Oxford, a veces simplemente llamado Museo de la Universidad de Oxford, es un célebre museo de historia natural dotado de abundantes colecciones de ciencias naturales e historia natural. Se encuentra en la universidad inglesa más antigua de todas, la Universidad de Oxford, en Oxford, Inglaterra.
La construcción del edificio que alberga todas las colecciones se inició en 1855 por Henry Acland con el apoyo financiero e intelectual de su amigo John Ruskin.